# Vern Barberis
Vern Barberis, né le 27 juin 1928 à Melbourne et mort le 6 janvier 2005 à Albury, est un haltérophile australien.

## Carrière
Vern Barberis participe aux Jeux olympiques d'été de 1952 et  remporte la médaille de bronze dans la catégorie des 60-67,5 kg.